# Riftia pachyptila
El gusano de tubo gigante (Riftia pachyptila) es una especie de gusano anélido poliqueto de la familia de los siboglínidos.
Se aloja en el interior de un gran tubo quitinoso blanco. De su extremo superior, emergiendo del tubo, nace una gran pluma branquial roja. También posee un órgano especial en forma de saco llamado trofosoma. Este alberga miles de millones de bacterias simbióticas que pueden constituir más de la mitad del peso del gusano y que le ayudan a sintetizar su alimento. Puede crecer hasta una altura de 2.7 m, pero en general es más pequeño, en torno a 1,5 m. Tiene 4 cm de diámetro. Como todos los gusanos de tubo, carece de ojos y de aparato digestivo (boca, estómago, ano). Fue descubierto en 1977 por el sumergible estadounidense Alvin en la dorsal de Galápagos.
Los gusanos de tubo gigantes viven en grandes grupos en el fondo del Océano Pacífico, a profundidades de 2000-4000 m, cerca de fumarolas negras. Toleran condiciones extremas de altas temperaturas y grandes concentraciones de sulfuro. Como otras formas de vida que prosperan alrededor de las fumarolas, los gusanos tubícolas gigantes han desarrollado adaptaciones bioquímicas gracias a las cuales pueden vivir sin luz solar.

## Simbiosis

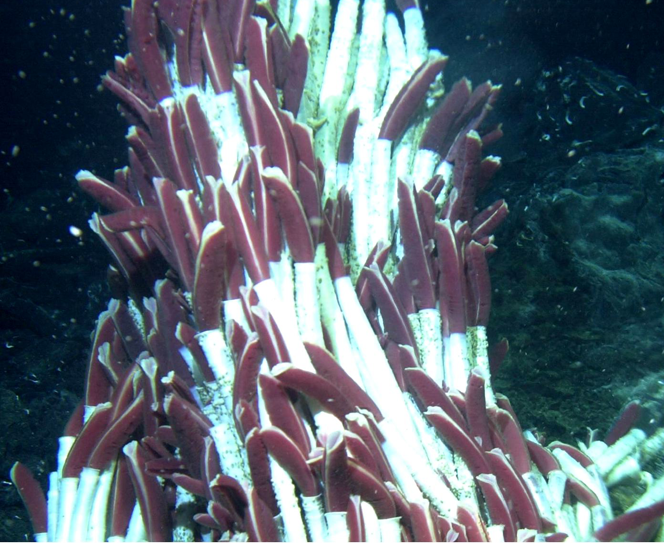
Varios ejemplares.

El color rojo brillante se debe a las hemoglobinas de su sangre. Estas hemoglobinas, extraordinariamente complejas, modificadas y especializadas, pueden transportar sulfuro de hidrógeno además de oxígeno, a diferencia de las de otras especies. Las plumas absorben las sustancias sulfurosas que expulsan las fuentes hidrotermales y que son el nutriente esencial de las bacterias quimiosintéticas que viven en sus tejidos. Las bacterias oxidan el azufre para obtener energía y fijan el carbono de las sustancias hidrotermales, permitiendo al gusano tubícola alimentarse sin depender (ni directa ni indirectamente) de la luz solar. 
El descubrimiento de este animal causó sensación en el mundo de la ciencia. Fue el primer caso conocido de simbiosis entre un invertebrado y bacterias marinas. Modificó además el concepto que se tenía de la vida al vivir en un hábitat casi carente de oxígeno y utilizar elementos sulfurosos procedentes del interior de la Tierra, compuestos químicos que para la inmensa mayoría de seres vivos resultan altamente tóxicos.